# Cristina Jacob
Cristina Jacob sau Ana Cristina Iacob (n. 27 martie 1989, Galați, România) este o regizoare de film și scenaristă din Galați. Este președinte și fondatoare a Asociației Scenariștilor Români. A regizat filme ca Selfie, Poveste de dragoste sau Oh, Ramona!.

## Biografie
Jacob a absolvit London Film School în 2012. Și-a dezvoltat stilul studiind lucrări de David Fincher, Guy Ritchie, Christopher Nolan, Martin Scorsese, Darren Aronofsky și Pedro Almodóvar.
Scurtmetrajul său The Dowry a fost prezentat la cea de-a 64-a ediție a Festivalului de Film de la Cannes (2011). Acesta spune povestea unei familii de evrei și vioara lor în primele zile ale celui de-Al Doilea Război Mondial și problemele pe care le au atunci când un grup de soldați naziști le vizitează casa.
Selfie a fost cel mai de succes film românesc din 2014, la zece zile de la premieră fiind vizionat de peste 37.000 de spectatori cu un record de încasări de 570.000 de lei. A fost vizionat de 87.288 de spectatori în cinematografele din România, după cum atestă o situație a numărului de spectatori înregistrat de filmele românești de la data premierei și până la data de 31 decembrie 2014 alcătuită de Centrul Național al Cinematografiei.
Filmul ei din 2019, Oh, Ramona!, este primul film românesc distribuit la nivel mondial pe Netflix în 190 de teritorii, dublat în 27 de limbi și tradus în 33 de limbi.

## Filmografie
- The Dowry (s., 2011)
- În film la Nașu' (s., 2012)[12]
- Hot Shorts (2012) - trei scurtmetraje (În film la Nașu’, Bora Bora de Bogdan Mirică și Tatăl meu e cel mai tare de Radu Potcoavă)
- Selfie  (2014)
- Poveste de dragoste (2015)
- Selfie 69 (2016)
- Oh, Ramona! (2019)[13]
- The Perfect Escape (2023)[14][15]